# Parallellföring
Parallellföring, term som används i samband med till exempel frontlastare på traktorer. Betydelsen har kommit att bli: Redskapsfästets vinkel relativt markplanet förändras inte när lyftarmarna höjs eller sänks dvs skopans vinkel bibehålls så att ev innehåll i densamma inte töms ur.